# Vízimalmok Tatán
Vízimalmok Tatán, Tata város területén működött vízimalmok összefoglalása olvasható itt. A nagyszámú és bővízű forrásra a történelem során 15 darab malmot építettek, amelyek erejét gabonaőrlésre, illetve a bőrgyártásban (kallómalom) használták.

## Történetük

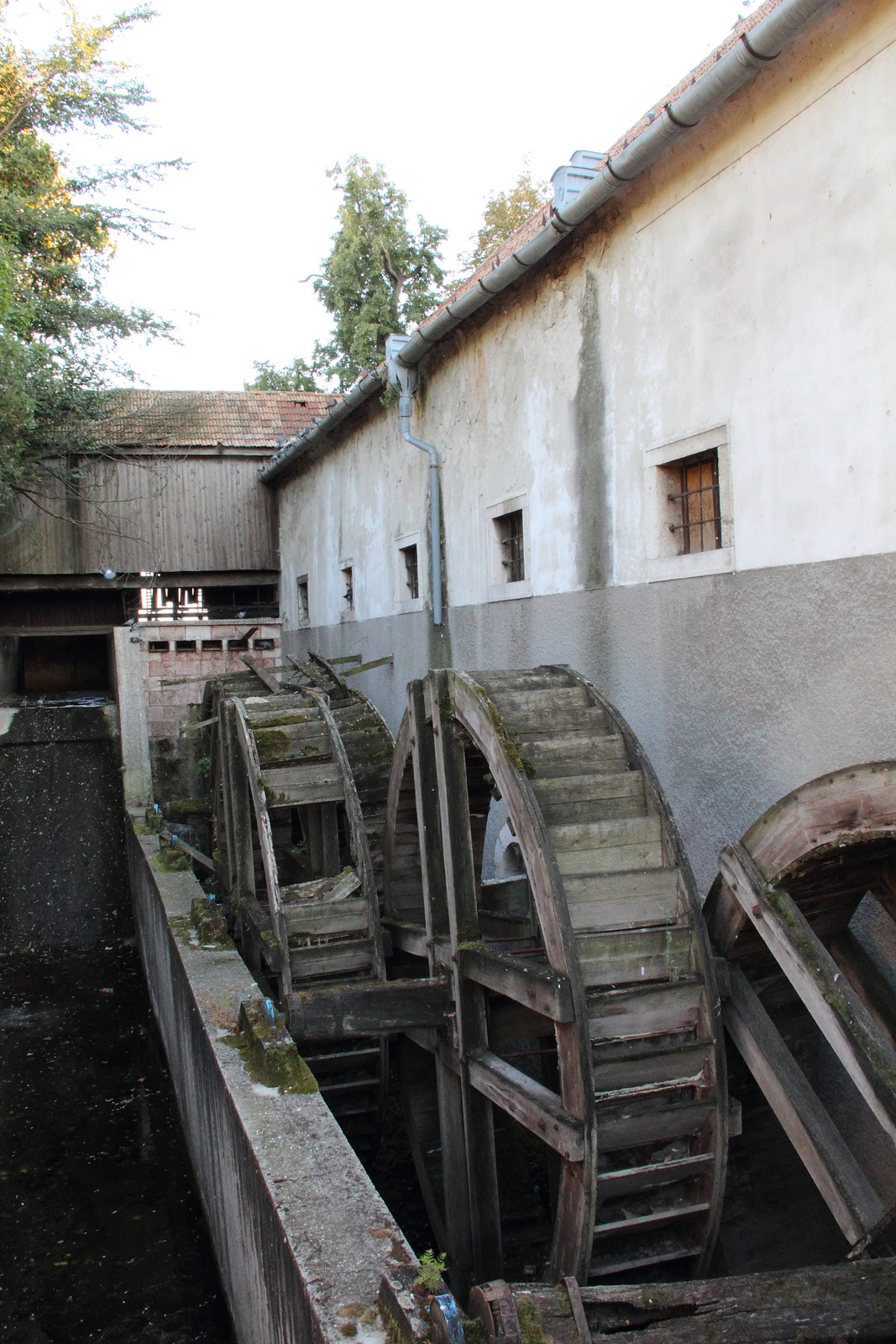
Cifra malom

Az írott forrásokban a 13. században és a 14. században találunk már említést a vízimalmokról. 1268-ban Mária királyné tatai malmát "Walter Comes"-nek adta el. Zsigmond király 1388. évi oklevele, amelyet Péter apát beiktatása alkalmából állítottak ki, közli a malmok helyét. Az apátságnak hat, Walter utódainak és az esztergomi szigeti apácáknak egy-egy malma volt, de az egyik nem működött. A 14. század végén, Tatán 8 működő és egy romos malomról beszélhetünk, Mátyás király uralkodása idején, Bonfini írja művében: „A víz lefolyásánál gabonaőrlő malmok vannak, sorjában kilenc. Ezek a várhoz tartoznak, háborúban sem szakíthatók el tőle.” A 16. század elejéig a kilenc malom működött. Az állandósuló török háborúk miatt a tatai malmok, a Cifra-malom kivételével elpusztultak. 1727 nyarán gróf Esterházy József jószágkormányzója Tatára jött és levelében a következőket írta: „…Tatában levő malmokat megjárván, aminthogy hét az a malom, mely hét malom vagyon 21 kerékre, azon malmokban semmi melioratió nem tapasztaltatik, hanem az előbbeni állapotukban konzerváltatnak…” 1830-as évek elején készített térképen 15 működő malmot tüntettek fel.
- Ebből hat kalló malom volt: Komáromi, Cseke, Öreg, Ferenc, Hámon és Új kalló.
- Lisztet őrölt: a Burgundia-, a Baumeister-, a Cifra-, a Hencz-, a Jankó-, a Nepomucenus-, az Öreg-, a Pék- és a Szőgyi-malom.

Az 1930-as években üzemelő 15 vízimalom közül, az említett években már csak négy – a Cifra-, a Miklós-, a Pötörke- és a Wéber malom – működött. 1949-ben az egyre nagyobb méreteket öltő tatabányai szénbányászat, és az ezzel járó karsztvíz ki emelés, a Pokol-forrás elapadását okozta, de ez még nem veszélyeztette a vízimalmok létét. 1950-ben a mezőgazdaság átalakítása és a vele járó államosítás egyre több vízimalom leállását eredményezte. 1961. szeptember 2-án a tatabányai XV/b akna súlyos vízbetörése, végleg megszüntette az angolkert Kék forrását és a Tata területén feltörő forrásokat, a Fényes forrással együtt. Ezzel megpecsételődött a még vízi erővel működő tatai malmok sorsa.

## Molnár céh
A molnár céh ládája 1795-ből való. A pecsétnyomó, a céhláda és a céhjelvény 1951-ben a tatai Kuny Domokos Múzeum tulajdonába került.

## A malmok nevei

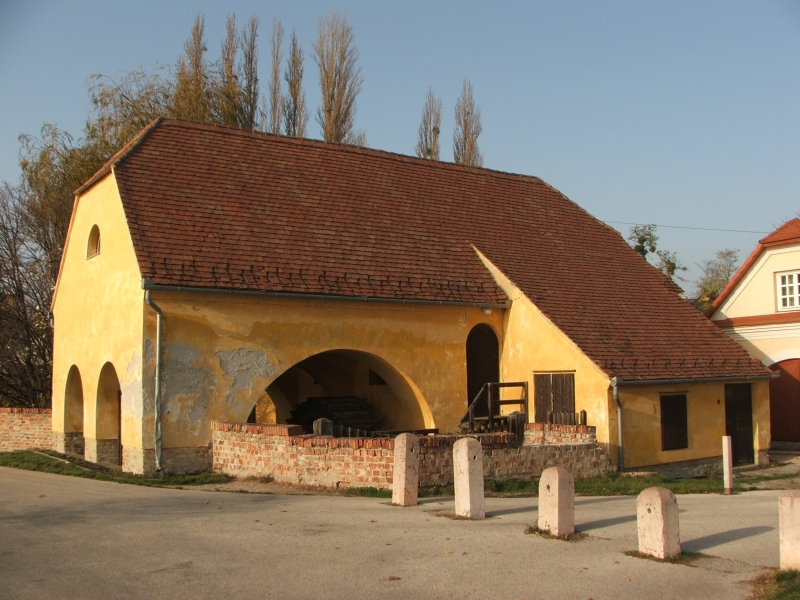
Pötörke malom

A malmokat az őket hajtó vízfolyások alapján szokás csoportosítani.
- A Cseke-tó lefolyó vize hajtotta az ún. Cseke kallót, a későbbi Kása-malmot. Ugyanezen a vízen működött a Máz- vagy Pacsirta malom.
- Az angolkertben eredő Pokol forrás vize hajtotta a Pék malmot.
- A műromokon átfolyó Kis-források és a Kék-forrás elfolyó vize a Malom patak, Kristály uszoda után vízimalmok sorát hajtotta, az ún. Malom-patak. A Kristály uszoda alatt dolgozott a Sándor-malom. Hartl Sándor bérlőről Hartl-, majd később a keresztnevéről, Sándor-malomnak nevezték el. (ma panzió üzemel az épületben). A Sándor-malomtól egy jó kőhajításnyira működött a Fellner Jakab által 1760 körül épített Ruppert- vagy Miklós-malom. (ma bolt és kocsma). Legutolsó tulajdonosa Pályka Dezső volt. A Miklós-malommal szemben az Ady Endre utca túloldalán, a Melegvíz (ma Kodály tér) partján, három néven: a Tóvárosi-, Szőgyéni-, Czégényi-malom. A Czégényi-malom szomszédságában 1900-as évek elejéig működött az Öreg kalló-malom (ma Tóvárosi Fogadó). Az Öreg kalló mögött volt az ún. Gyári-malom (Turistaszálló, majd Halászcsárda). Ezt követte az Öreg-tó mellett, a festők által leggyakrabban megörökített Pötörke-malom. Nevét onnan kapta, hogy Pötörke Júliannának volt a hozománya. Utolsó tulajdonosa Csontos Béla. Jelenleg az Országos Műemléki Hivatal alkotóháza. A bőrgyár mellett szerényen húzódott meg a József-malom. Utolsó tulajdonosa Tárnok András volt. (ma áruház működik benne). A József-malommal szemben, az Alkotmány utca másik oldalán működött a Nepomucenus – más néven Gödör-, vagy Völgyi-malom. Fellner Jakab tulajdona volt. Nevét a malom homlokzatának szemöldökpárkánnyal koronázott íves fülkéjében álló Nepomuki Szent János faszobráról kapta. Ma a Német Nemzetiségi Múzeum működik benne. A Mikoviny utca és Gesztenye fasor találkozásánál találjuk a „Belső Kitrájber”, ismertebb nevén a Berta-malmot. Utolsó bérlője Hüttner László volt. Jelenleg átalakították szállóvá és modern sportcentrummá.
- Az Öreg-tó középső zsilipjénél épült Tata híres műemlékmalma, a Cifra-malom. Utolsó bérlője Johannesz Ferenc volt. A malom első említése 1587-re tehető. Az ez idő tájt álló malmok közül egyedül a Cifra-malom vészelte át a török háborúkat. Egészen az 1960-as évek végéig őröltek benne. Az évszázadok folyamán többször felújították, 1753-ban barokk stílusúvá átépítették. Az épület üresen áll, dacolva az idő viszontagságaival. Jelenleg eladó, új gazdára vár.[1][2][3] A jelenlegi tulajdonos egész tervezőgárdát (Tamás Péter malomgépészt, Dr. Géczy Nóra építész-tervezőművészt, Szalánczi Gábor építészmérnököt és Szalánczi Donát építészmérnököt) kért fel az épület felújítási terveinek elkészítésre 2016. novemberében, aztán végül mégis az eladás mellett döntött. A tervek csak arra várnak, hogy végre legyen forrás a kivitelezésre is.[4][5][6]
- A Réti-malom a Fényes-források lefolyó vizén, a várostól két kilométerre épült a Réti-malom. Utolsó tulajdonosa Czégényi Gyula volt. Utoljára az Egyetértés Mgtsz. borjúnevelőnek használta.
- A középkori Tata közepén, az ún. Burgundián működött a Wéber malom malomfője és rekesztője Burgundia-, későbbi nevén Kotyogó-malom.
- A Kismosó és a Kertaljai-völgy forrásainak lefolyó vize hajtotta a Wéber-malmot.